# Oscar Ahumada
Oscar Adrián Ahumada (* 31. August 1982 in Zárate) ist ein ehemaliger argentinischer Fußballspieler.

## Karriere

### Verein
Oscar Ahumada gab sein Profidebüt am 24. November 2002 beim 2:1-Sieg über Olimpo de Bahía Blanca. Er spielte beim Gewinn der Clausura der Jahre 2003 und 2004 nur eine untergeordnete Rolle, bevor er 2004 nach Deutschland zum VfL Wolfsburg wechselte. Dort spielte er mit seinen Landsleuten Facundo Quiroga, Andrés D’Alessandro, Juan Carlos Menseguez und Diego Klimowicz zusammen. In Wolfsburg absolvierte er allerdings nur vier Spiele. Im Januar 2005 kehrte er wieder zu River Plate zurück. 
Im Mai 2008 machte er sich sehr unbeliebt bei den River-Plate-Fans, als er nach einem Spiel im Interview sagte, "Wir haben heute verloren, weil wir nicht den Rückhalt unserer Fans hatten, sie sind nicht so wie die Boca-Fans." Diese Aussage stammte nach dem Ausscheiden bei der Copa Libertadores gegen San Lorenzo de Almagro in der Runde der letzten 16. Daraufhin forderten die Fans den Rauswurf Ahumadas, doch Trainer Diego Simeone lehnte dieses Ansinnen ab. Trotz des Ausscheidens bei der Copa Libertadores bestand immer noch die Möglichkeit die Clausura zu gewinnen. Man lieferte sich ein Kopf-an-Kopf Rennen mit Estudiantes de La Plata, das man am Ende doch gewinnen konnte. Eine Schlüsselrolle beim Titelgewinn hatten Ahumada und seine Teamkollegen Ariel Ortega, Juan Pablo Carrizo sowie das Nachwuchstalent Diego Buonanotte. 2010 wechselte er nach Mexiko zum CD Veracruz. Ein Jahr später folgte der Wechsel zu FK Rostow.
Nachdem Ahumada nur zwei Ligaspiele für Rostow absolviert hatte, wechselte er im Jahr 2012 in seine Heimat zu den All Boys. Zwei Jahre später beendete er dort seine Karriere.

### Nationalmannschaft
Ahumada spielte für die argentinische U-20-Nationalmannschaft, welche die Junioren-Fußballweltmeisterschaft 2001 gewinnen konnte. Diese wurde im eigenen Land ausgetragen. Er bestritt drei Spiele. Mit 31 Jahren gab Ahumada sein A-Länderspieldebüt, als er im Freundschaftsspiel gegen Brasilien als Einwechselspieler zum Einsatz kam.

## Titel und Erfolge
River Plate
- Primera División: Clausura 2003, 2004 & 2008

Nationalmannschaft
- Junioren-Fußballweltmeisterschaft 2001